# Sisenes championi
Sisenes championi är en skalbaggsart som beskrevs av Horn 1896. Sisenes championi ingår i släktet Sisenes och familjen blombaggar. Inga underarter finns listade i Catalogue of Life.